# 小令
小令是元朝散曲的一種，同時也是宋詞的一種分類。可能发源自宋朝的鼓子词。
散曲又分套曲与小令两种，元曲可以隨加衬词，故字數不一。小令原是民間的小調，元时宋词渐渐凋零，伶人多向民间小调寻求突破。文人的小令多半較典雅，民間的小令語言俚俗。小令以描寫為主，比起唐、宋詩詞通俗生動，確有一番獨特風格與精神。一般以58字以内为小令，但近世學者多捨棄以字數的分類，而用字數的分法漸漸只有在宋詞上使用。
《四库全书总目》卷一百九十九引《类编草堂诗余提要》说：“词家小令、中调、长调之分自此书始。后来词谱依其字数以为定式，未免稍拘，故为万树《词律》所讥。”